# 托拉夫·恩甘
托拉夫·恩甘（挪威語：Toralf Engan，1936年10月1日—），挪威男子跳台滑雪运动员。他曾代表挪威参加1964年冬季奥林匹克运动会跳台滑雪比赛，获得一枚金牌和一枚银牌。